# رشته‌کوه خواجه‌محمد
رشته‌کوه خواجه محمد رشته‌کوهی بین کوتل‌های انجمن، وار، زرد و خاواک می‌باشد.

## معرفی
رشته‌کوه‌های خواجه محمد به سه بخش تقسیم شده‌است:
- اولین بخش رشته‌کوه‌های خواجه محمد

بزرگترین رشته‌کوه است که از شمال کوتل انجمن شروع شده به سمت شمال الی ولسوالی جرم بدخشان امتداد دارد و ولایت‌های بدخشان و تخار را اشغال می‌نماید. بلندترین قله آن اخوی است که ۵۶۸۰ متر از سطح دریا ارتفاع دارد. رودهای تالقان و کوکچه همراه با معاونین اش از این کوه سرچشمه می‌گیرد. ارتفاعات ۲۵۰۰ الی ۳۰۰۰ متری آن تحت پوشش جنگلات ارچه آلو بادام خنجک و پسته است.
- دومین بخش رشته‌کوه‌های خواجه محمد

این کوه‌ها از جنوب غرب کوتل زرد شروع شده الی شمال غرب ولسوالی فرخار امتداد دارد. بلندترین قله آن گل پیاز است که ۴۸۱۷ متر از سطح بحر ارتفاع دارد. از کوتل‌های آن کوتل ورسج و خوست است که ولسوالی‌های خوست و فرنگ را به ولسوالی‌های ورسج و فرخار وصل می‌سازد. دامنه‌های این پوشش مناسب گیاهی برای مالداران دارد.
- سومین بخش رشته‌کوه‌های خواجه محمد

از کوه‌ها از شمال کوتل خاواک شروع شده به استقامت شمال غرب الی ولسوالی اشکمش و به سمت جنوب غرب الی ولسوالی دوشی امتداد یافته‌است. بلندترین قله آن پرم است که ۴۳۴۳ متر از سطح دریا ارتفاع دارد. دریاهای اشکمش و چال از قسمت شمال و دریاهای قاسان و اندراب از شرق آن منبع می‌گیرند.